# Abbaye de l'Escaladieu
L'abbaye de l'Escaladieu était un monastère cistercien situé sur la commune de Bonnemazon, dans les Hautes-Pyrénées, en région Occitanie (France).
L'abbaye était une halte importante pour tous les pèlerins de Compostelle qui empruntaient le Chemin du Piedmont. Elle se situait en effet à proximité de la grande route traditionnelle allant du Béarn au pays de Foix par le château de Mauvezin, tout proche, et Saint-Bertrand-de-Comminges.

## Étymologie
Le nom de l’abbaye de l'Escaladieu vient de l'occitan Escala a Diu, du latin Scala Dei signifiant « échelle vers Dieu ».
Le nom qu'ils donnèrent à leur fondation était une invite au pèlerin : l'Escale de Dieu, la halte, le repos dans la maison de Dieu.

## Histoire
Vers 1130, un groupe de moines cisterciens, venant de l'abbaye de Morimond, protégés par le comte de Bigorre, s'installe en haute-vallée de Campan à Capadour, près de La Mongie, sur les pentes du Tourmalet.
Centulle II transmet à Forton de Vic un domaine à Cabadour dans la vallée de Campan, sur les conseils du comte Pierre, de la comtesse Béatrix et Guillaume, archevêque de Tarbes, ce domaine est transmis en 1136 à l'Abbaye de Morimond. Son abbé, Vaucher, y fait construire une abbaye de l'ordre de Citeaux.
En 1137, les moines ont fondé également l'abbaye de Bonnefont.
Ne pouvant résister au rude climat, les moines et leur abbé recherchent des terres moins inhospitalières. En 1142, ils s'installent à proximité du château de Mauvezin des comtes de Bigorre, au confluent du Luz et de l'Arros, sur des terres qui leur ont été cédés par Azenarius, prieur de Sainte-Catherine de Somport. Ils fondent l'abbaye de l'Escaladieu et ils élisent comme premier abbé Bernard de la Barthe. Ils peuvent se développer grâce à l'appui de Béatrix, vicomtesse de Bigorre, et son époux, Pierre, vicomte de Marsan. Se trouvant sur une route de Saint-Jacques-de-Compostelle, l'abbaye a construit un hospice pour recevoir les pèlerins. Elle va s'enrichir.
Entre 1141 et 1172, L’Escaladieu, a fondé ou affilié huit abbayes « filles » en Espagne (Fitero, Veruela, La Oliva…), puis deux en Gascogne (Bouillas et Flaran). Elle participe, en 1274, à la fondation de la bastide de Masseube avec le vicomte d'Astarac, Bernard IV.
|  |  |

Sur la carte de Cassini ci-contre datant du milieu du XVIIIè siècle, l'abbaye se nomme Echelle dieu. Les lettres qui suivent AB. O. C. indiquent que c'est une abbaye de l'Ordre cistercien.
L'abbaye a été la sépulture des comtes de Bigorre entre les XIIe et XIVe siècles. Pétronille, comtesse de Bigorre, y meurt en 1251.
La puissance de l'abbaye s'établit au fil des siècles et excite bien des convoitises, en particulier pendant les guerres de Religion. Assiégée par trois fois par la troupe protestante du comte de Montgomery des destructions irréparables sont commises : le chevet de l'abbatiale, le porche (ou narthex), le bâtiment des convers.
Au XVIIe siècle, le premier étage du bâtiment des moines est rebâti selon une symétrie très classique.
Le dortoir des moines a fait place, au XVIIe siècle, à des chambres à décor de stucs.
Cependant, à ce jour, trois témoins essentiels mettent encore en valeur le site initial et son riche passé.
L'abbaye est vendue comme bien national en 1793 aux sieurs Amand, Dubernet et Nairac. Elle est transformée en rendez-vous de chasse.
L'abbaye est classée au titre des monuments historiques par des arrêtés de 1938 et 1939.
Elle reste en mains privées jusqu'en 1986. Propriété de l'association Rencontres de Escaladieu qui fait les premiers travaux de restauration. L'abbaye est rachetée en 1997 par le Conseil général des Hautes-Pyrénées.

## Architecture et dépendances

### Église abbatiale
Construite de 1142 à 1160, remarquable par la rigueur cistercienne et l'harmonie de ses proportions, elle a été endommagée aux XIVe et XVIe siècles (narthex et abside détruits).
Véritable centre de vie monastique, la pureté des lignes et la qualité des proportions de l'ensemble répondaient parfaitement au souci de recueillement des moines.
Son clocher octogonal date du XVIIIe siècle, construit sur la tour romane au-dessus du bras sud du transept.
Sa voûte en berceau brisé est soutenue par des doubleaux alternativement en pierres et briques et s'appuie sur deux gros piliers carrés marquant les travées de la nef.
Aucune décoration n'ornemente la nef mais les pierres de taille sont soigneusement agencées et la qualité de l'acoustique est remarquable. Le sol était couvert d'un étonnant carrelage de type azulejo, du XIVe siècle. Le mur du bras nord du transept présente les traces d'une ancienne porte murée qui menait au dortoir des moines, et d'une ancienne fenêtre bouchée d'où les moines impotents pouvaient suivre les offices.
Chaque saison estivale, lors des concerts qu'elle accueille, l'exceptionnelle qualité de son acoustique ne manque pas de séduire musiciens, et spectateurs.

### Salle capitulaire
Construite à la fin du XIIe siècle, sa composition architecturale est très caractéristique du gothique méridional. En effet, sa façade est dépourvue de tout ornement et les murs proposent une alternance de pierres et de briques. Les voûtes de briques, disposées en croisée d'ogive, de construction plus tardive (1200–1225) retombent sur quatre colonnes en marbre de Campan.

### Cloître

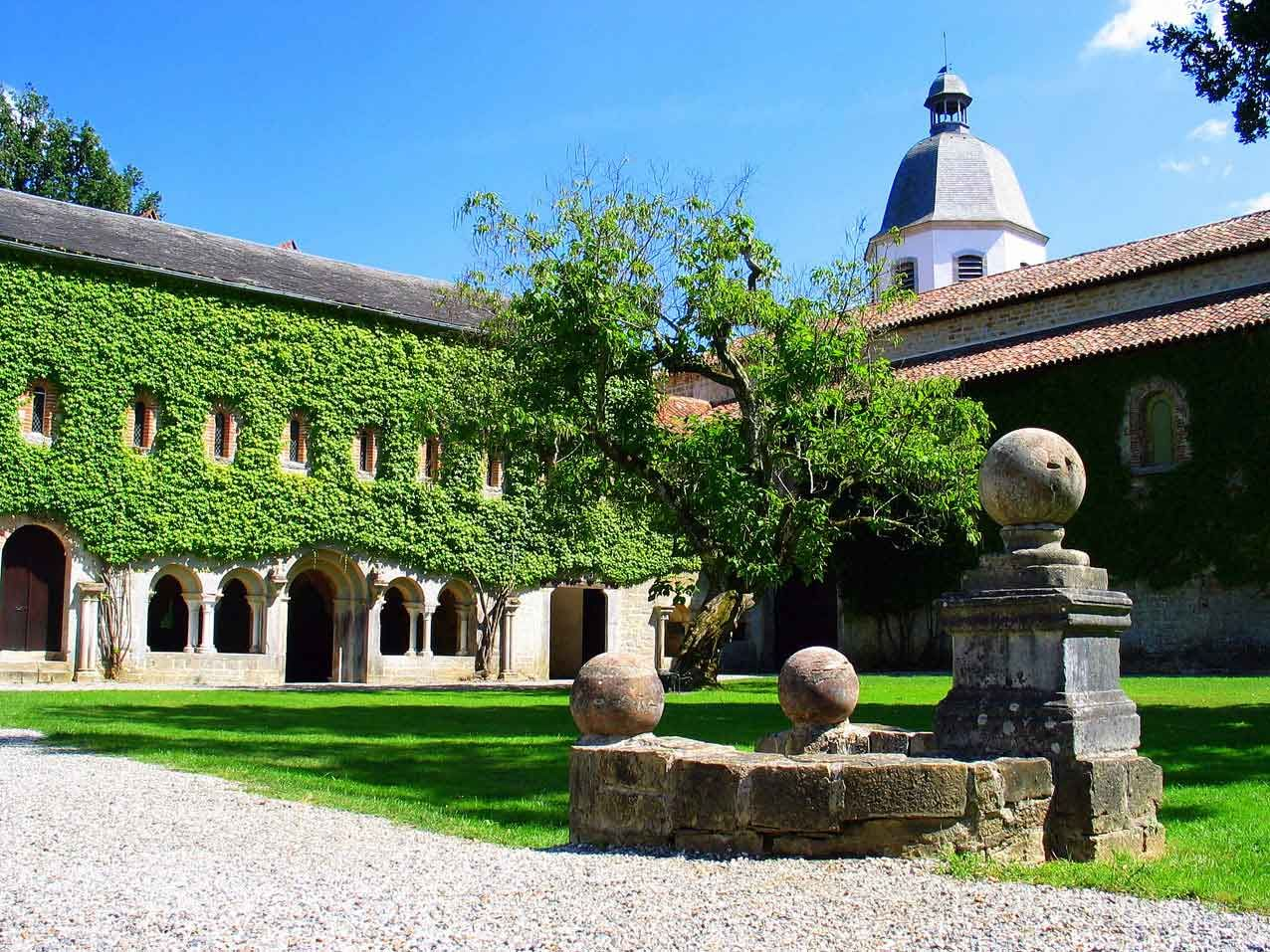
Cloître de l'abbaye d'Escaladieu

Il aurait été vendu en 1825. On retrouve quelques colonnes qui supportaient les voûtes le long du mur oriental.
Les bâtiments qui l'entouraient ont été remaniés au XVIIe siècle. Certains ont même été détruits (réfectoire, cuisines, bâtiment des convers).
La fontaine du cloître, située à l'angle de l'ancienne galerie, a été remaniée au XVIIe siècle.

### Espaces extérieurs
À l'image de l'ensemble architectural de l'abbaye de l'Escaladieu, les espaces extérieurs sont les témoins de l'élégance modeste de l'art cistercien : tandis que catalpas, buis, chênes, hêtres… plus que centenaires imposent leur charme entre pierre et brique, collines et forêts verdoyantes sur toile de fond des cimes enneigées, confèrent au lieu une ambiance feutrée que le visiteur ne manquera pas d'apprécier.
Vendue à la Révolution française comme bien national, l'abbaye devient la propriété de la famille Nayrac à laquelle succédera la famille Frossard.
En 1986, elle est vendue à l'association « Rencontres de l'Escaladieu » qui, sous l'impulsion de Jean Lemanceau, engage les premiers travaux de restauration et assure une animation des lieux. Juan Francisco Ortiz organise une série de concerts pour un festival d'été (Orchestre de Cologne, Jordi Savall, Michel Plasson…) ainsi qu'un stage de guitare en collaboration de Pedro Soler et de Javier Hinojosa.
En mai 1997, elle devient propriété du Conseil général qui développe un programme de restauration à long terme ; ce joyau de l'architecture cistercienne entre ainsi dans le domaine public.
D'autre part, l'abbaye de l'Escaladieu devient, au travers d'un programme d'animations variées (concerts, expositions, conférences, théâtre…), un lieu culturel agréable et vivant dans lequel chacun s'attardera avec plaisir.

## Localisation
L'Abbaye est située sur le tracé du Chemin du piémont pyrénéen et sur le sentier de grande randonnée de pays Tour des Baronnies de Bigorre.

## Galerie

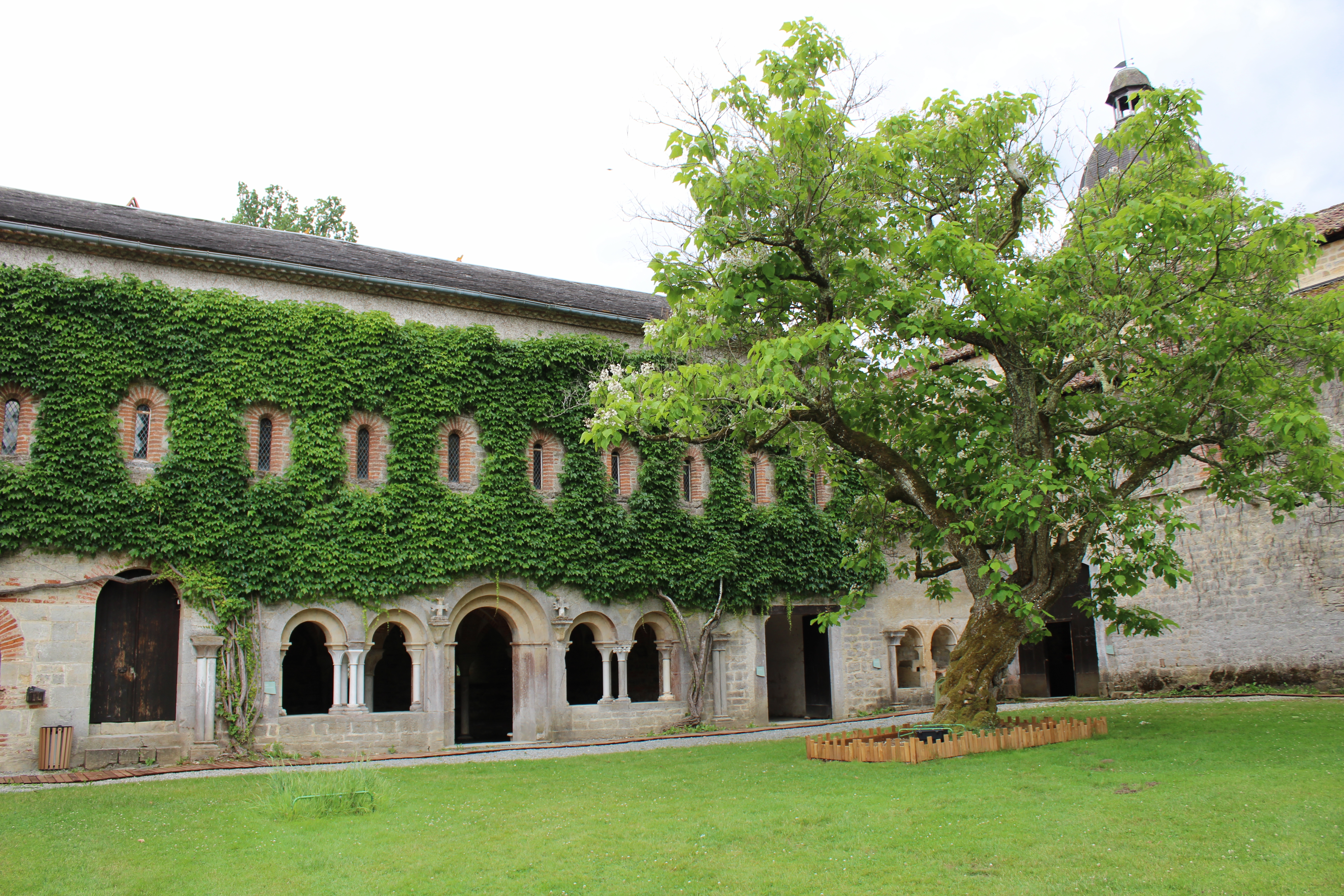
La salle capitulaire surmontée du dortoir des moines.
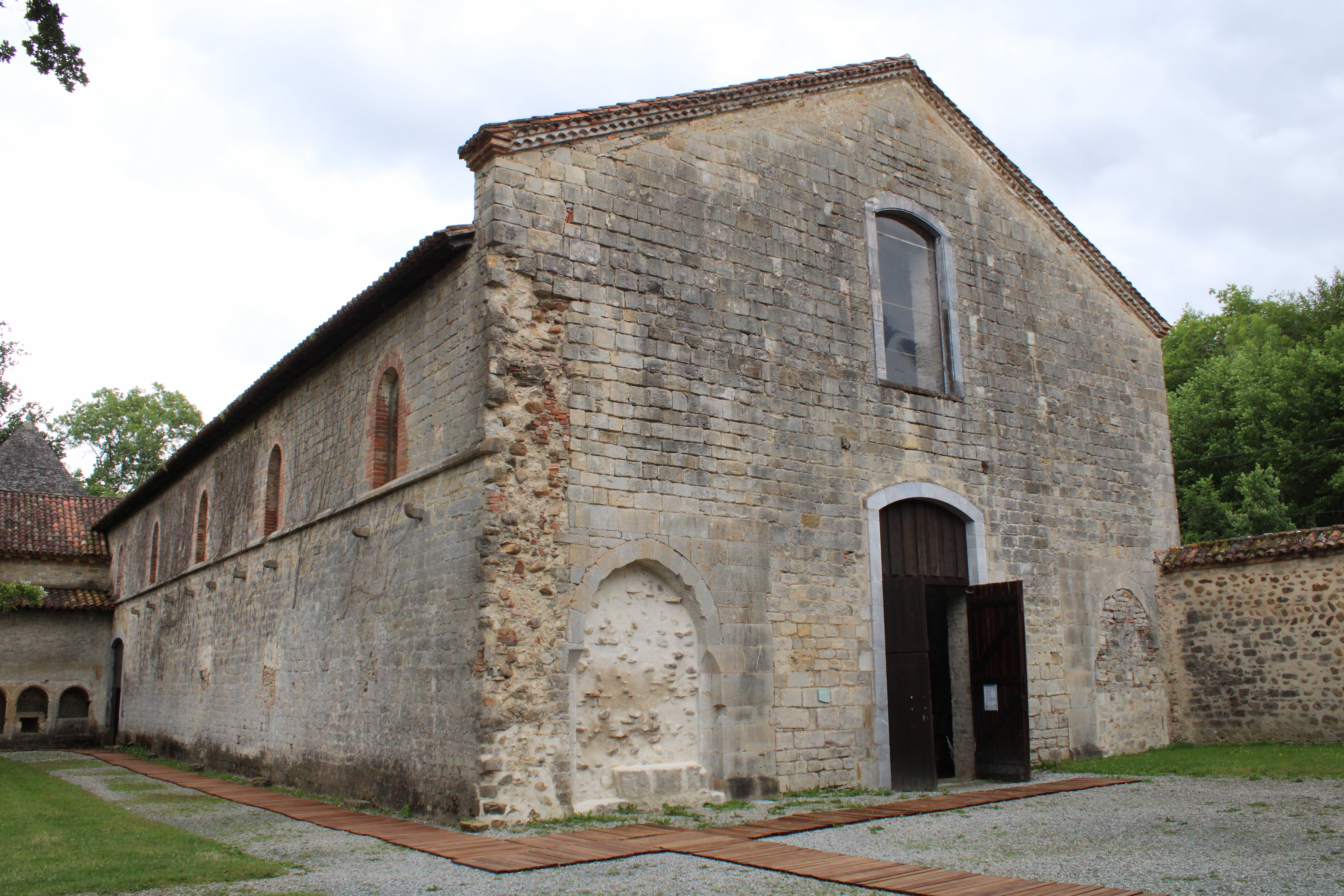
L'abbatiale.
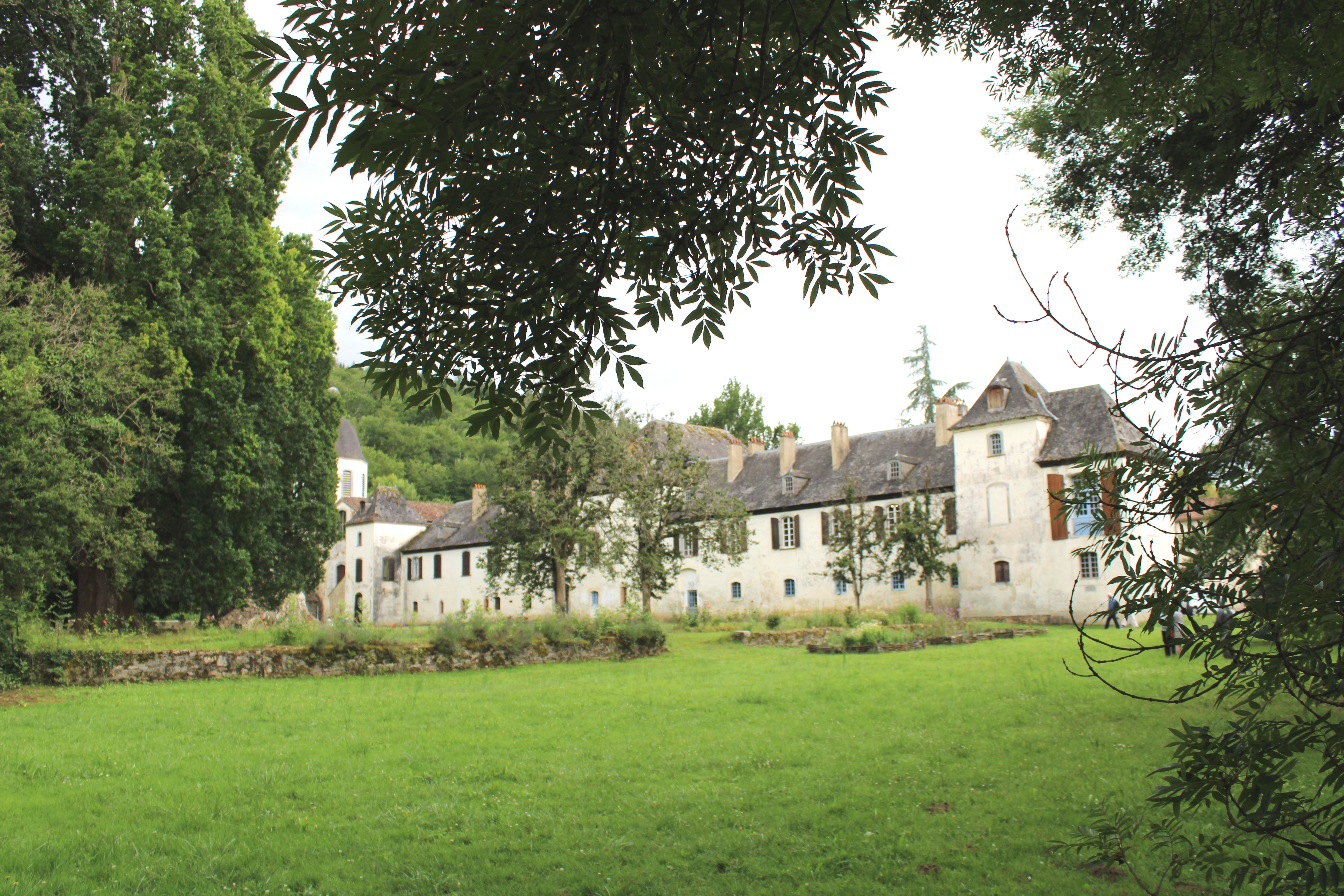
Vue de la partie arrière depuis les jardins.
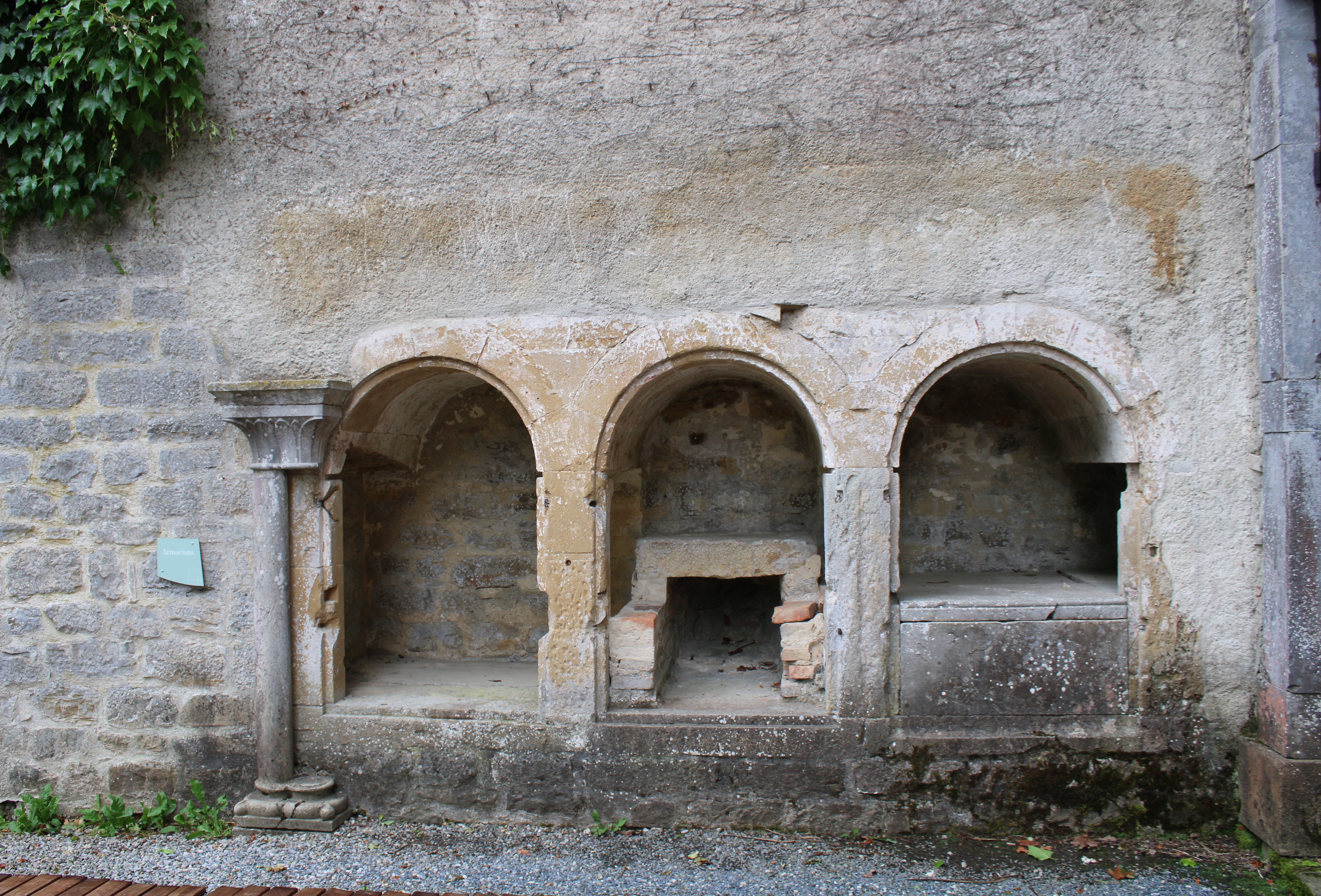
L'armarium.
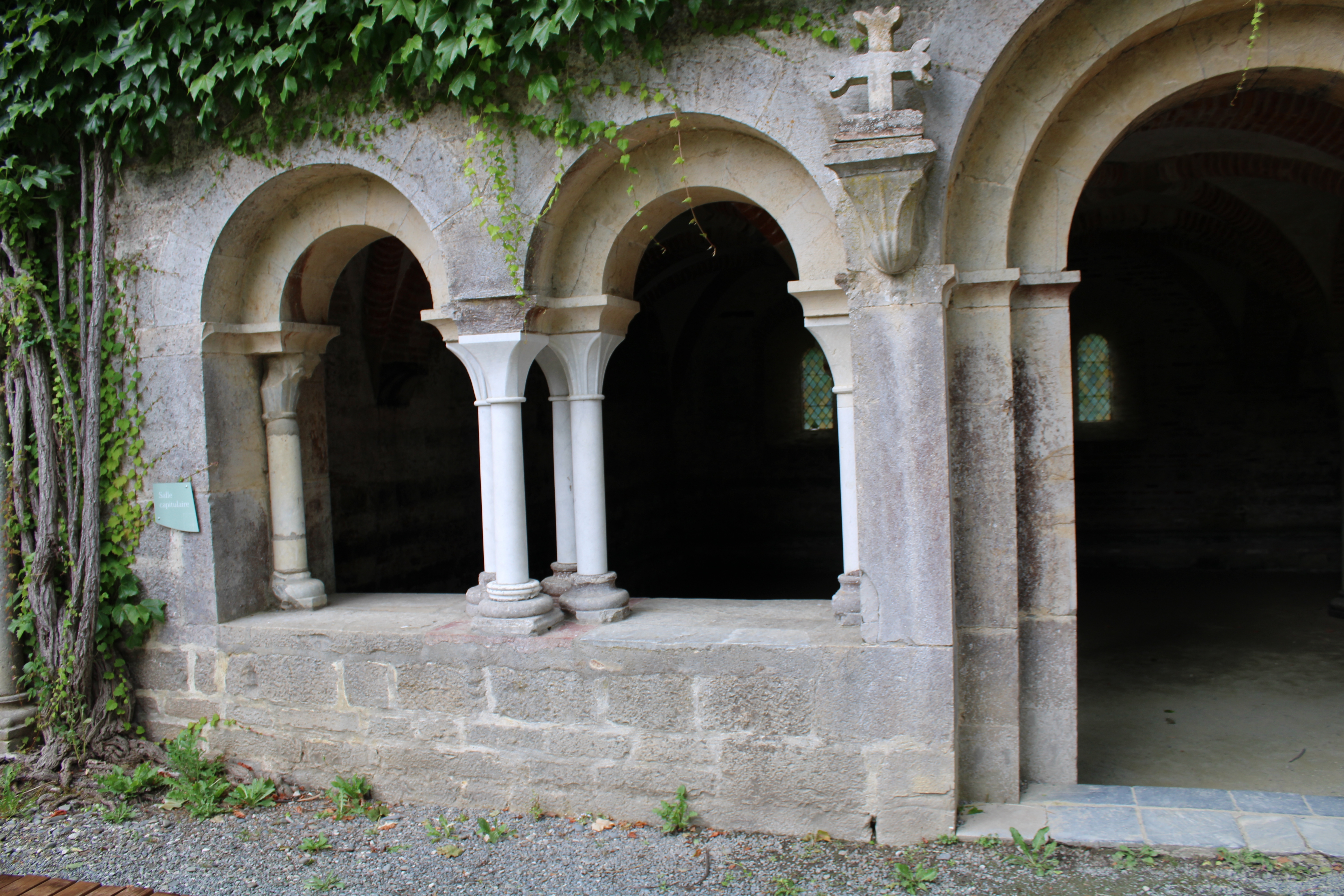
Entrée de la salle capitulaire.
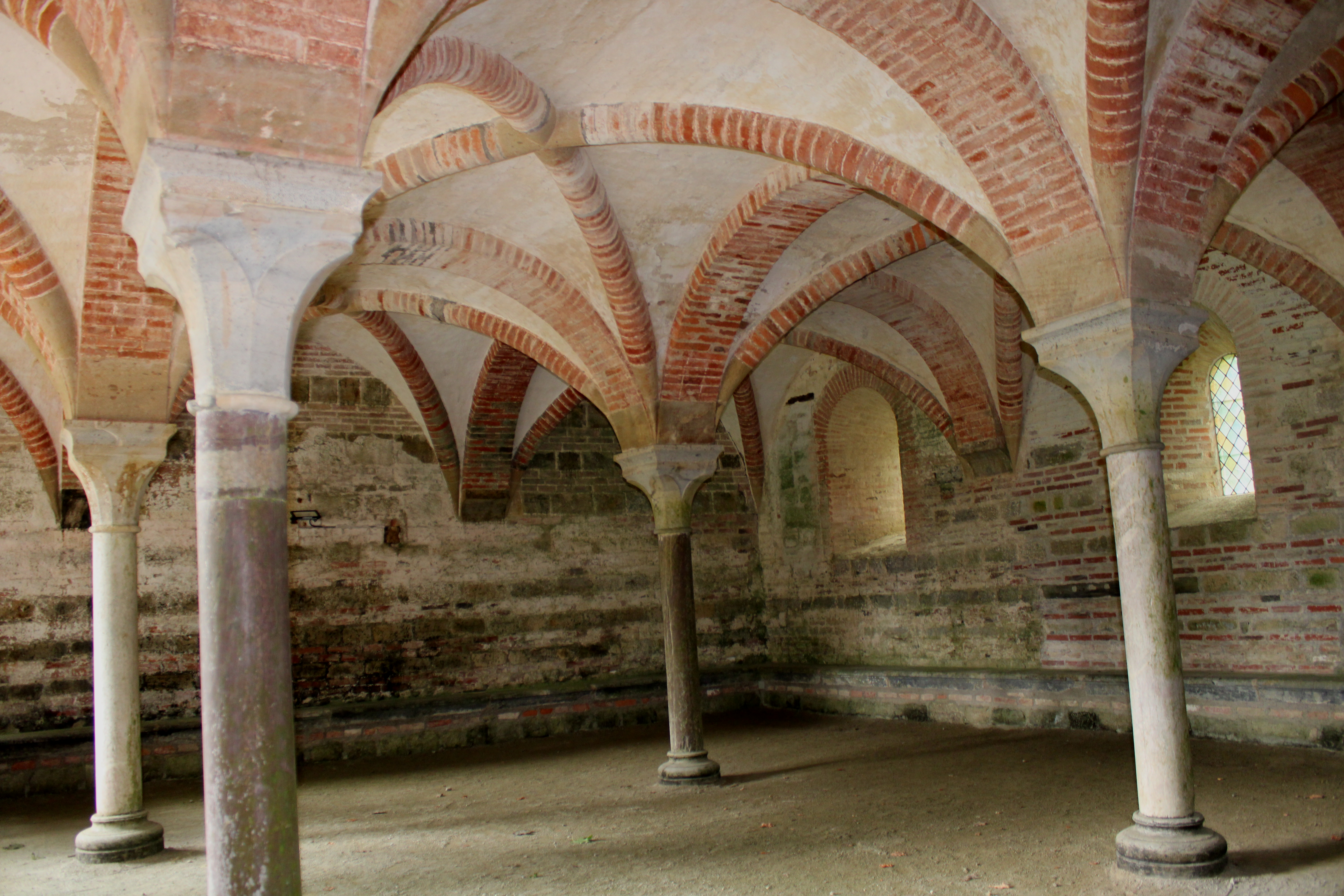
Intérieur de la salle capitulaire.

## Filiation et dépendances
L'Escaladieu est fille de l'abbaye de Morimond

## Cinéma
En 2001, dans le film Le Pacte des loups, l'abbaye servit de décor au château du marquis d'Apcher.

## Événements
En septembre 2016, l'abbaye de l'Escaladieu accueille le festival des Horizons numériques.